# Castell de Marsvinsholm
El castell de Marsvinsholm (en suec: Marsvinsholms slott) està situat al municipi d'Ystad (Escània, Suècia).

## Història
A mitjans del segle xiv, el castell era propietat de la família Ulfeld. La possessió es va transferir a Otto Marsvin al voltant de 1630, qui va construir l'actual castell entre 1644 i 1648 i li va canviar el nom. El nom deriva d'una antiga paraula nòrdica per a marsopa. Es va construir al començament d'un petit llac. Forma un quadrat amb quatre plantes, i el nord-est i sud-oest i les cantonades estan proveïdes de torres de cinc pisos. Entre 1782 i 1786, Erik Ruuth va fer una profunda renovació. Entre 1856 i 1857, va ser restaurat pel baró Jules Sjöblad.
A través de la successió i la venda del castell, ha sigut propietat de les famílies Thott, von Königsmarck, de la Gardie, Sjöblad, Ruuth, Piper, Tornerhielm i Wachtmeister. El comte Carl Wachtmeister el va vendre amb les terres restants a l'arl Jules Stjernblad en 1854. El castell va ser lliurat a la seua filla, la duquessa Ida Eherensvärd. Els seus fills, Rutger, Louise i Madeleine Bennet el van tindre fins a 1910 quan va el van vendre a Johannes Jahennesen. En 1938 va ser cedit a la seua filla, Anna Margrethe i el seu marit Iörgen Wedelboe-Larsen. El seu fill el va vendre en 1978 a Bengt Iacobaeus. Tomas Iacobaeus és l'actual propietari.